# Castell de Montagut (Montagut i Oix)
El Castell de Montagut (o del Cós) és un castell termenat documentat el 1070 del municipi de Montagut i Oix (Garrotxa), concretament és dalt del turó de Montagut (612 m) i data del segle xi. És un edifici declarat bé cultural d'interès nacional.

## Descripció

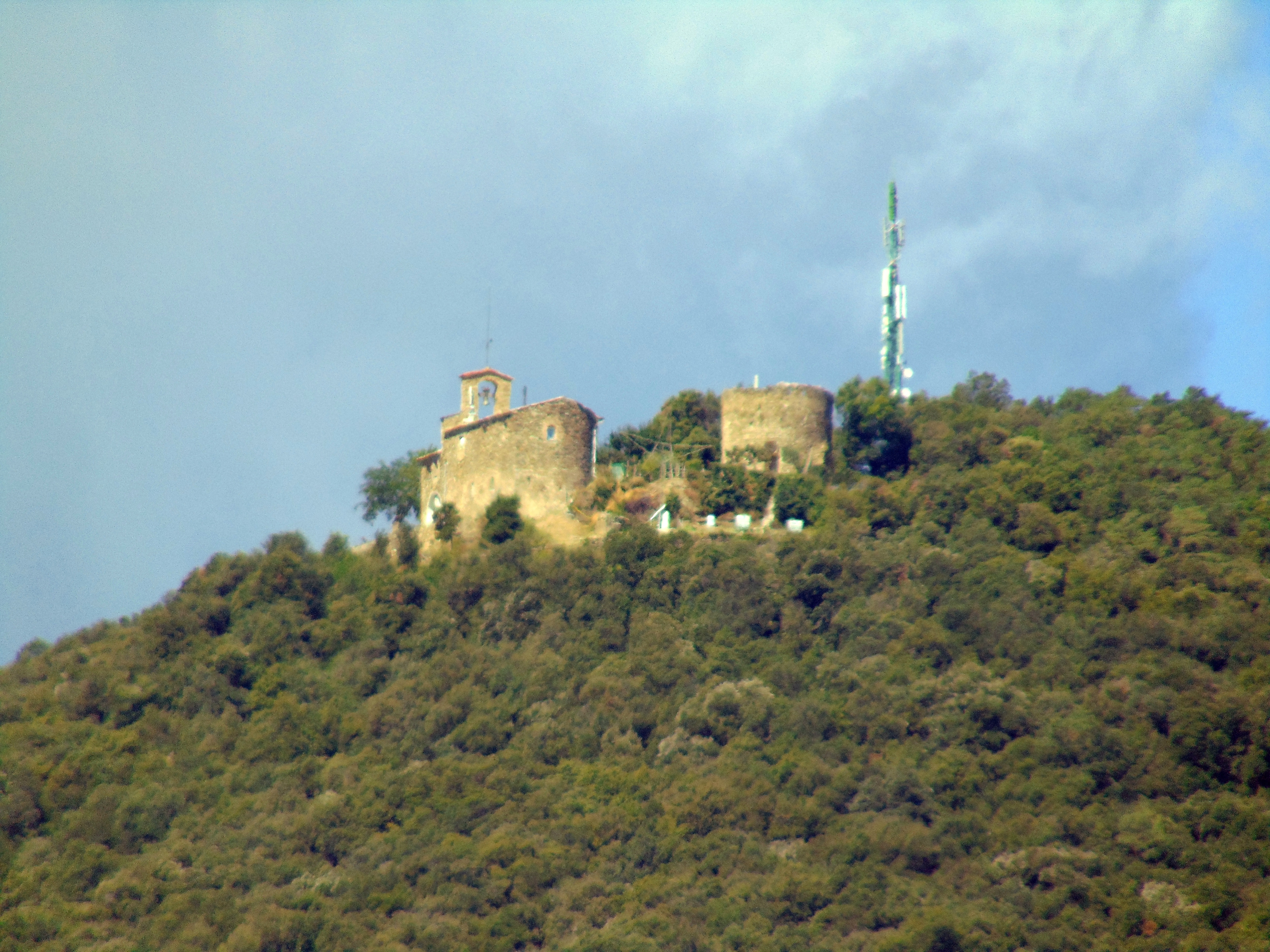
Castell de Montagut i Santuari del Cós des del poble de Montagut

El castell del Cós era segurament format per una torre i unes muralles amb vall (fossat) exterior als llocs on no hi havia espadat. Actualment resta la part inferior de la torre medieval. Les muralles són d'època força moderna. Resta un vall a la banda de tramuntana, difícil de datar.
Queda una torre circular i panys de muralla, prop el santuari del Cós. Flanquejant la porta d'ingrés al castell hom situa al pati d'armes, on el costat dret hi ha ubicada l'esglesiola de Nostra Dona del Cos. Es creu que fou bastida damunt de l'església de Sant Pere, capella del castell, i que l'absis podria aprofitar una antiga torre circular de la fortalesa. A l'altre costat del pati i pel costat nord s'aixeca una torre de base circular que fou restaurada al segle xix en el decurs de la guerra Carlista. És coberta amb una teulada cupulada i s'hi construir una cisterna central. La forma general del castell és irregular per tal d'adequar-se al terreny.

## Història

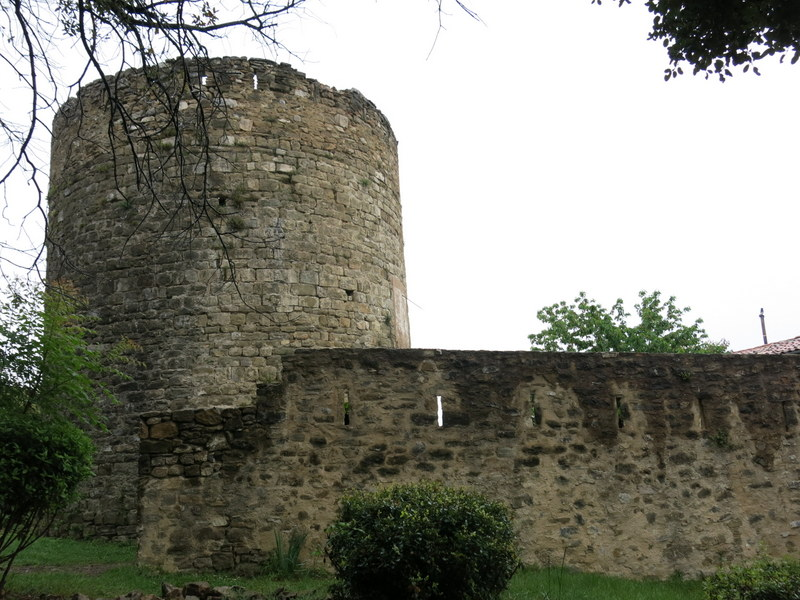
Castell de Montagut (maig 2014)

L'indret de Montagut apareix documentat en un diploma carolingi l'any 898. El comte Sunifred de Besalú i Cerdanya esmenta la parròquia de Sant Pere de Montagut l'any 966 en el seu testament. És probable que el castell ja existia en aquestes dates però, de fet, la primera notícia documental del «castrum de Monte Acuto quod vocant Corz» es troba en el jurament de fidelitat fet a Bernat II de Besalú pels seus nobles, que es data entre 1070 i 1100. L'any 1119, Ermessenda, muller del vescomte Udalard Bernat de Bas, llega els castells de Montagut, Beuda i Mont-ros al seu net Udalard II de Bas que morí prematurament. L'any 1123, el seu cunyat, senescal Guillem Ramon I de Montcada assumeix la tutoria de l'hereu Pere Udalard, encara un infant. El comte Ramon Berenguer III de Barcelona confia al tutor les possessions del vescomte de Bas, entre elles el castell de «Monte Acuto» l'any 1126.
Pere Udalard morí l'any 1127 i el títol vescomtal de Bas passarà a la seva bestia Beatriu, muller de Ponç Hug de Cervera. L'any 1198, Pere II de Cervera rebrà cedit el castell de Montagut i el seu terme. El 1240, Pere III vescomte de Bas vengué el vescomtat a Simó de Palau qui, en morir, el llegà a la seva filla Sibil·la, comtessa d'Empúries (1247). Aquesta dama, («domina castri de Monte Acuto»), vengué, l'any 1280, el vescomtat de Bas i el castell de Montagut al rei Pere II de Catalunya-Aragó, absolent a castlans i cavallers del jurament de fidelitat i ordenant-los que fessin homenatge al rei. No obstant, el rei investirà el fill de Sibil·la Ponç Hug IV d'Empúries amb el castell de Montagut, entre d'altres, per la seva actuació en la invasió francesa de 1285.
L'any 1315, el rei Jaume II de Catalunya-Aragó cedí el vescomtat de Bas i els castells de Mont-ros, Castellfollit i Montagut dels quals posseïa el domini directe, al comte Malgaulí d'Empúries. El 1339, la situació econòmica dolenta dels comtes d'Empúries feu que els castells, termes, dominis i jurisdiccions de Castellfollit, Montagut i Mont-ros fossin incorporats a la corona per Pere III de Catalunya-Aragó.